# Le rouge et le noir
Le rouge et le noir è un film televisivo del 1961 diretto da Pierre Cardinal e tratto dal romanzo Il rosso e il nero di Stendhal.